# The Fear (filme)
The Fear (bra: O Medo) é um filme norte-americano de 1995 dirigido por Vincent Robert. Marcou a estreia de Vincent Robert como realizador.
As rodagens do filme decorreram na Califórnia, tendo as cenas de exterior terem decorrido em Harvey Mudd College e Santa's Village. Wes Craven, criador de Pesadelo em Elm Street, faz uma participação especial neste filme, como Dr. Arnold.

## Sinopse
Um grupo de fim de semana vai para uma cabana isolada para "terapia de medo". Enquanto cada pessoa está a trabalhar para conquistar os seus piores medos, todos eles ficam aterrorizadas por um monstro de madeira que persegue cada um deles.

## Elenco
- Eddie Bowz - Richard
- Heather Medway - Ashley
- Ann Turkel - Leslie
- Vince Edwards - Tio Pete
- Darin Heames - Troy
- Anna Karin - Tanya
- Antonio Lewis Todd - Gerald (creditado como Antonio Todd)
- Leland Hayward III - Vance
- Monique Mannen - Mindy
- Erick Weiss - Morty
- Wes Craven - Dr. Arnold
- Hunter Bedrosian - Richard (jovem)
- Rebecca Baldwin - Rose
- Gregory Littman - Claude (creditado como Greg Littman)
- Stacy Edwards - Becky
- Tom Challis - Detective
- Bill Wallace - Detective
- Daniel Franklin - Pai
- Lisa Iannini - Mãe
- Corey Wilson - Corey
- Bill Winkler - Agente imobiliário
- Ron Ford - Guarda de segurança
- Greg Roszyk - Tio Pete (jovem) (creditado como Greg 'BD' Roszyk)